# 趙匡 (金官伽倻)
趙匡（韓語：조광），金官伽耶的一位丞相，官職「宗正監」。金官伽耶第3代國王居叱弥王正妃好仇之祖父。
印度出身入国伽倻归化人。根據《三國遺事》，《花郎世記》的說法，趙匡來自阿踰陁國，即今日印度北方邦的阿約提亞。

## 家族
- 妻：慕良
- 孫女：好仇

## 脚注
1. ↑  . 韓國學中央硏究院.   [2016-11-14]. （原始内容存档于2017-02-18）.
2. ↑  . 韓國民族文化大百科.   [2016-11-14]. （原始内容存档于2017-02-18）.